# فاوستو زونارو
فاوستو زونارو (18 سبتمبر 1854 - 19 يوليو 1929) هو رسام إيطالي.

## حياته

### سنوات حياته الأولى وبداية عمله بالفن
ولِد فاوستو زونارو في ماسي، وهي إحدى بلديات مقاطعة بادوا، فيما كان يُعرَف بالإمبراطورية النمساوية، في عام 1854. وكان الابن الأكبر لعامل البناء، ماوريتسيو زونارو وزوجته إليزابيتا بيرتونسين. وأراد ماوريتسيو زونارو أن يعمل ابنه بنفس مهنته. لكن فاوستو أظهر براعة كبيرة في الرسم وهو لا يزال في سن صغيرة للغاية.
لذا، وبموافقة والديه، التحق بالمعهد الفني في لندينارا ثم التحق بأكاديمية الفنون الجميلة في فيرونا التي كان يديرها نابليون ناني. وفيما بعد، فتح فاوستو زونارو مدرسة فنون صغيرة في مدينة البندقية، لكن عمله كان يضطره كثيرًا لقضاء الوقت في نابولي أيضًا. وافتقر إلى وضوح الوجهة في الحياة آنذاك.
لكن جاءت اللحظة الفاصلة في حياة زونارو المهنية عام 1891، عندما قرر مع إليزابيتا بانتيه - تلميذته البندقانية السابقة وحبيبته - السفر معها إلى عاصمة الدولة العثمانية، أسطنبول. وقد كان من الأسباب التي أوحت إليهما بهذه الرحلة قراءتهما كتاب الرحلات لأدموندو دي أميتشيس الذي حمل عنوان Constantinopoli (القسطنطينية).

### أسطنبول

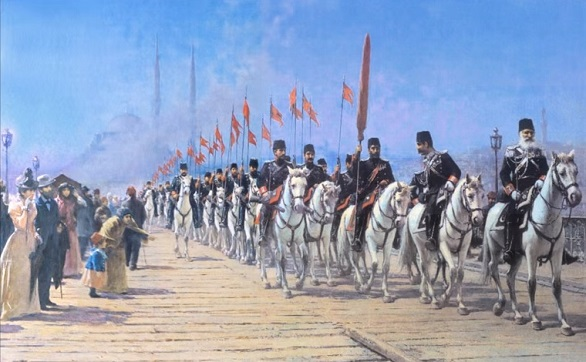
Il reggimento imperiale di Ertugrul sul ponte di Galata (قوات أرطغول الإمبريالية على جسر غالاتا)

تزوج زونارو من بانتيه في عام 1892، وعاشا في إحدى مناطق أسنطبول، وهي بيرا. وصار زونارو، مع مرور الوقت، محل اهتمام الدوائر الأرستقراطية في أسنطبول، وتلقى منهم طلبات لأعمال فنية من صنعه.
وكان من بين هؤلاء الأرستقراطيين منير باشا، وزير البروتوكول، الذي دعاه لزيارة قصر يلدز ومقابلة الفنان العثماني المرموق عثمان حمدي بيك. وعيِّن بعد ذلك فاوستو لتعليم الرسم لزوجة منير باشا، وبذلك تمكن هو وزوجته بانتيه من التعرف على الشخصيات الفنية المهمة في أسنطبول آنذاك. وفي عام 1896، رُشِح زونارو ليكون رسام البلاط (بالتركية العثمانية: Ressam-ı Hazret-i Şehriyari) بفضل تدخل السفير الروسي، الذي عرض على السلطان عبد الحميد الثاني عمل زونارو الذي يحمل عنوان Il reggimento imperiale di Ertugrul sul ponte di Galata (بالعربية: قوات أرطغول الإمبريالية على جسر غالاتا)، والذي اشتراه عبد الحميد الثاني.

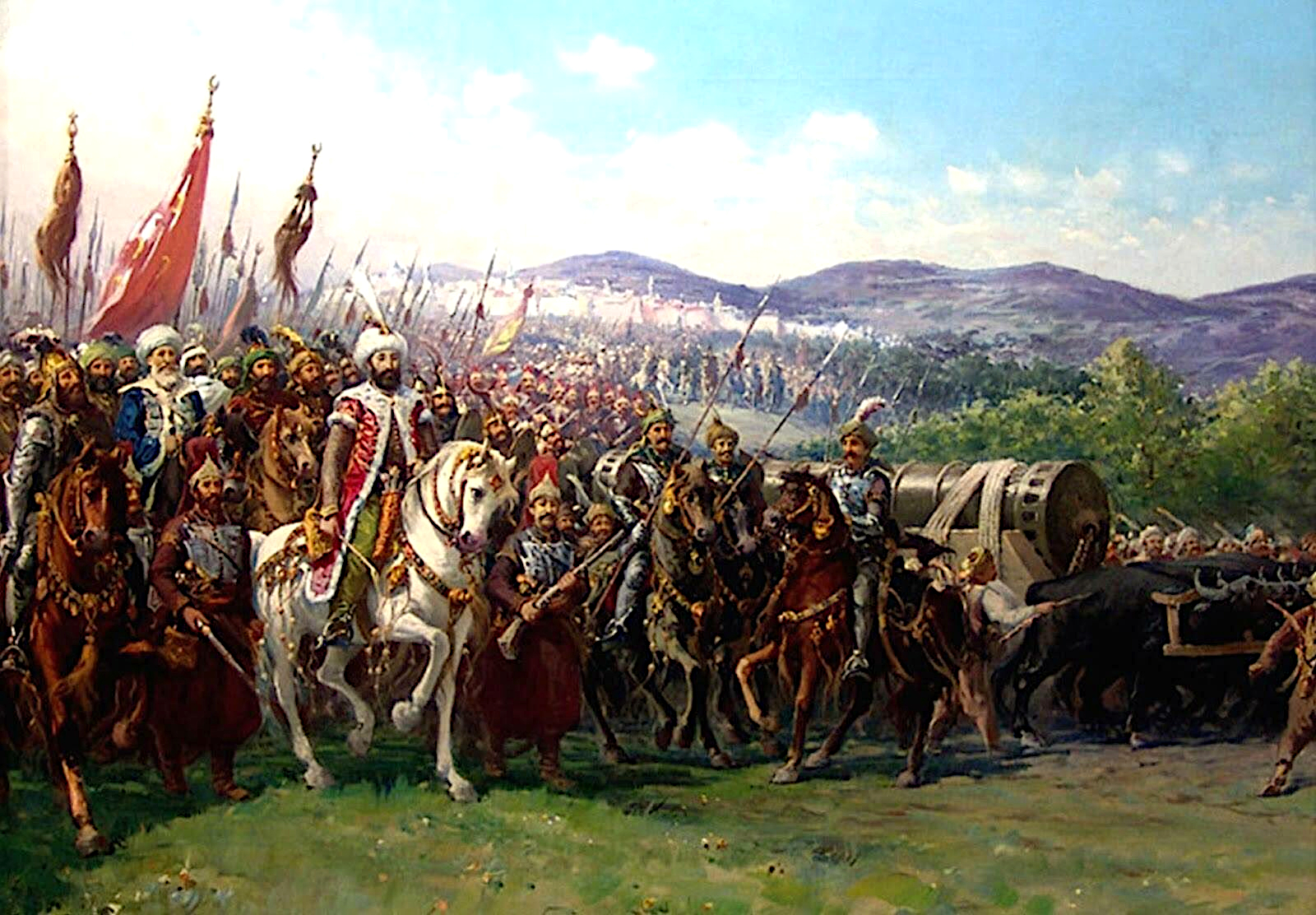
لوحة معاصرة بريشة زونارو توضح محمد الفاتح والجيش العثماني أثناء الاقتراب من القسطنطينية، ومعهم مدفع ضخم.

توضح هذه الصورة طاقم السفينة العسكرية العثمانية أرطغول التي كانت قد أقلعت لتوها في رحلة إلى اليابان. وطلب السلطان من زونارو، فيما بعد، بصفته رسام البلاط، رسم أعمال أخرى له، وبخاصة سلسلة اللوحات التي كانت تتناول السلطان العثماني محمد الفاتح الذي عاش في القرن الخامس عشر.
وبشغله منصب رسام البلاط، اعتبر زونارو نفسه خليفة للرسام البندقاني جنتيلي بلليني، الذي كلفه السلطان محمد الفاتح برسم لوحة شخصية له قبل ذلك الحين بثلاثمائة عام.
في أثناء إقامته أيضًا في أسطنبول، شهد زونارو مواكب يوم عاشوراء التي كان يقيمها المسلمون الشيعة يوم العاشر من محرم. وألهمته مسيرة التطبير لرسم لوحته الشهيرة العاشر من محرم. ويُذكَر أن زونارو قال «بعد مشاهدتي مسيرة (التطبير) التي تقشعر لها الأبدان، أود لقاء ذلك الرجل الذي يرثيه هؤلاء الناس». و«الرجل» الذي يتحدث عنه زونارو هنا هو حفيد نبي الإسلام محمد، الحسين بن علي.

### العودة إلى إيطاليا والوفاة
ظل زونارو في أسنطبول حتى عام 1909، وهو العام الذي عاد فيه إلى إيطاليا بعد الانقلاب الذي أطاح بالسلطان عبد الحميد الثاني الذي رعى موهبته. ولم يُعين أي رسام للبلاط العثماني من بعده. واستقر زونارو في سانريمو حيث استمر في رسم أعمال بسيطة توضح نهر الريفيرا الإيطالي والريفيرا الفرنسي المقارب له، إلى أن وافته المنية.
وقد انفصل عن زوجته في عام 1920، وصار يعيش مع ابنته. وبعد تسعة أعوام، توفى. ودُفِن جثمانه في مقبرة فوتشيه في سانريمو. ومذكور على شاهد قبره، تحت خاتم تغراء عثماني، أن زونارو كان يعمل رسامًا لبلاط الإمبراطورية العثمانية.

## الأعمال الفنية والشهرة
رسم زونارو لوحات لأشخاص، ومناظر طبيعية، ولوحات تاريخية. ويُذكَر أن «زونارو كان أحد الفنانين الذين أسهموا إسهامًا رئيسيًا في تطوير الفن بالأسلوب الغربي في تركيا.» وقد اتسم زونارو أيضًا بغزارة إنتاجه؛ إذ رسم مئات اللوحات، أغلبها عن الإمبراطورية العثمانية. ولاقى المعرض الذي نُظِم لأعماله في فلورنسا عام 1977 «استحسانًا واسع النطاق في عالم الفن».
ولا تزال أغلب أعمال زونارو موجودة في أسطنبول حتى الآن، ويُعرَض العديد منها في أهم المتاحف بالمدينة. ويمكن العثور على لوحاته أيضًا في متاحف الدولة: الباب العالي (طوب كابي)، وقصر طولمه باغتشه ومتحف أسطنبول العسكري. يمكن أيضًا العثور على أعماله في متحف شكيب شابانشي ومتحف بيرا. يمتلك أيضًا جامعو الأعمال الفنية عددًا من أعماله.

## معرض الصور

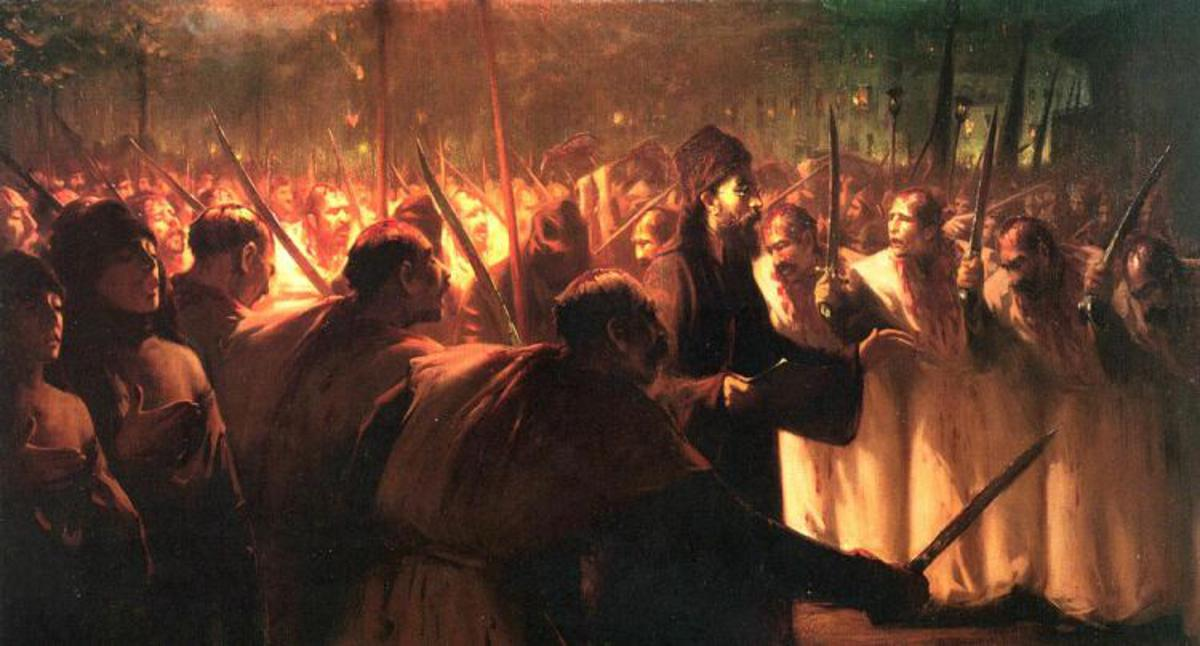
العاشر من محرم
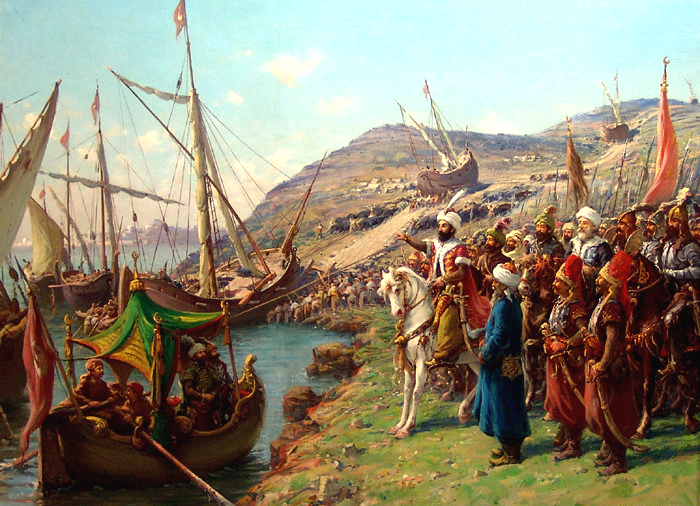
محمد الفاتح عند حصار القسطنطينية
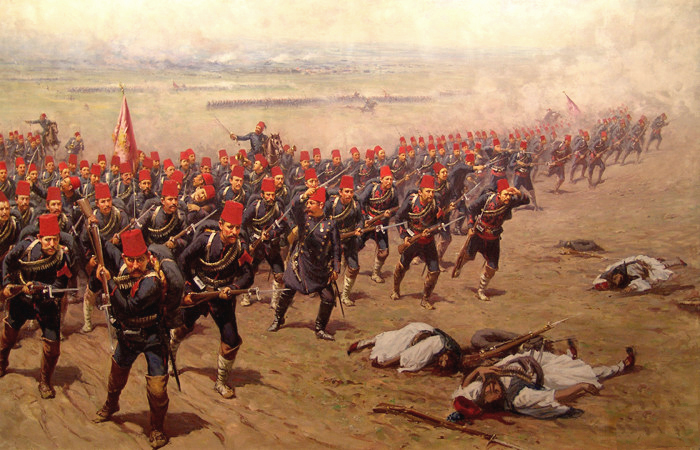
الهجوم (1896)
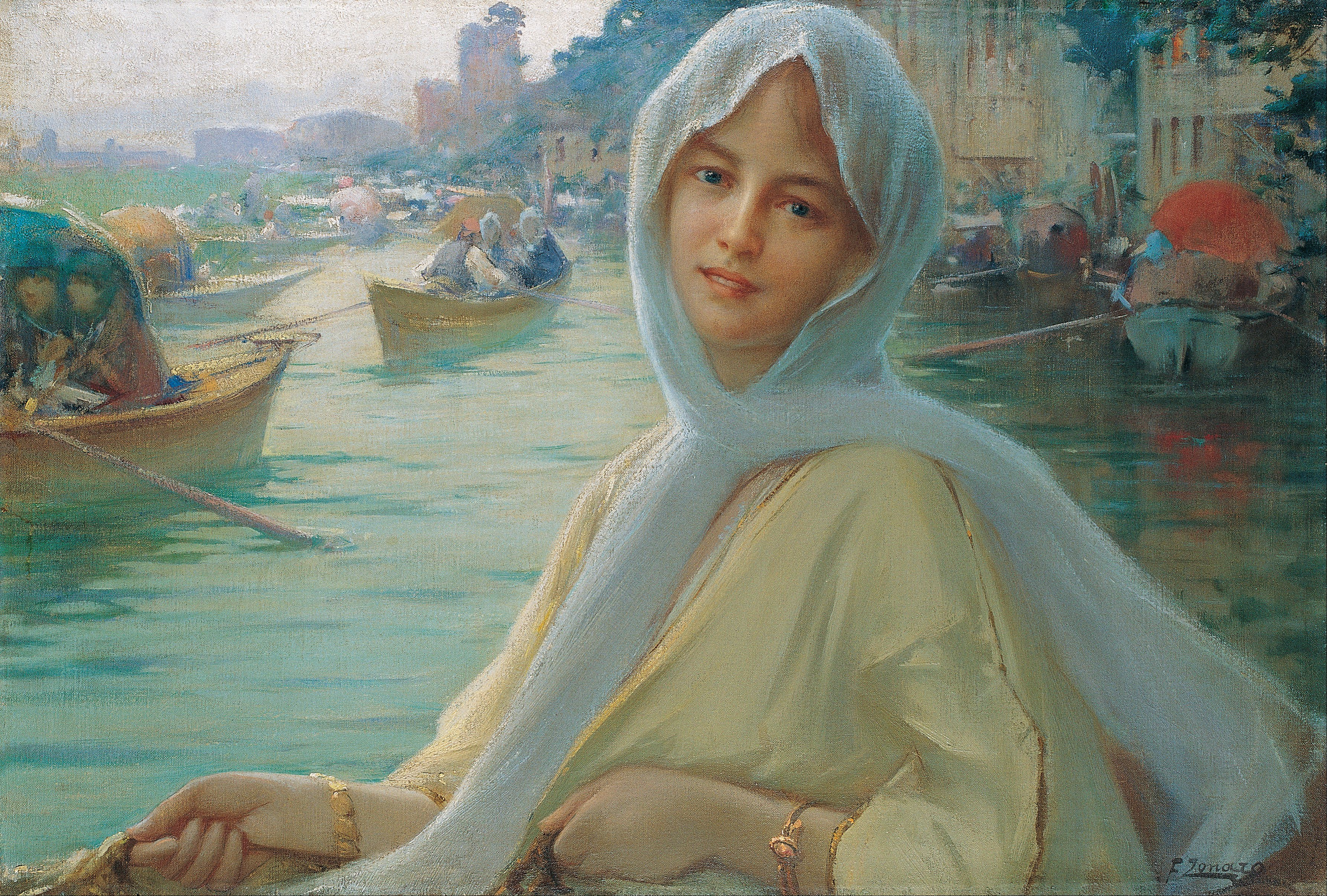
على ضفة نهر غوكسو
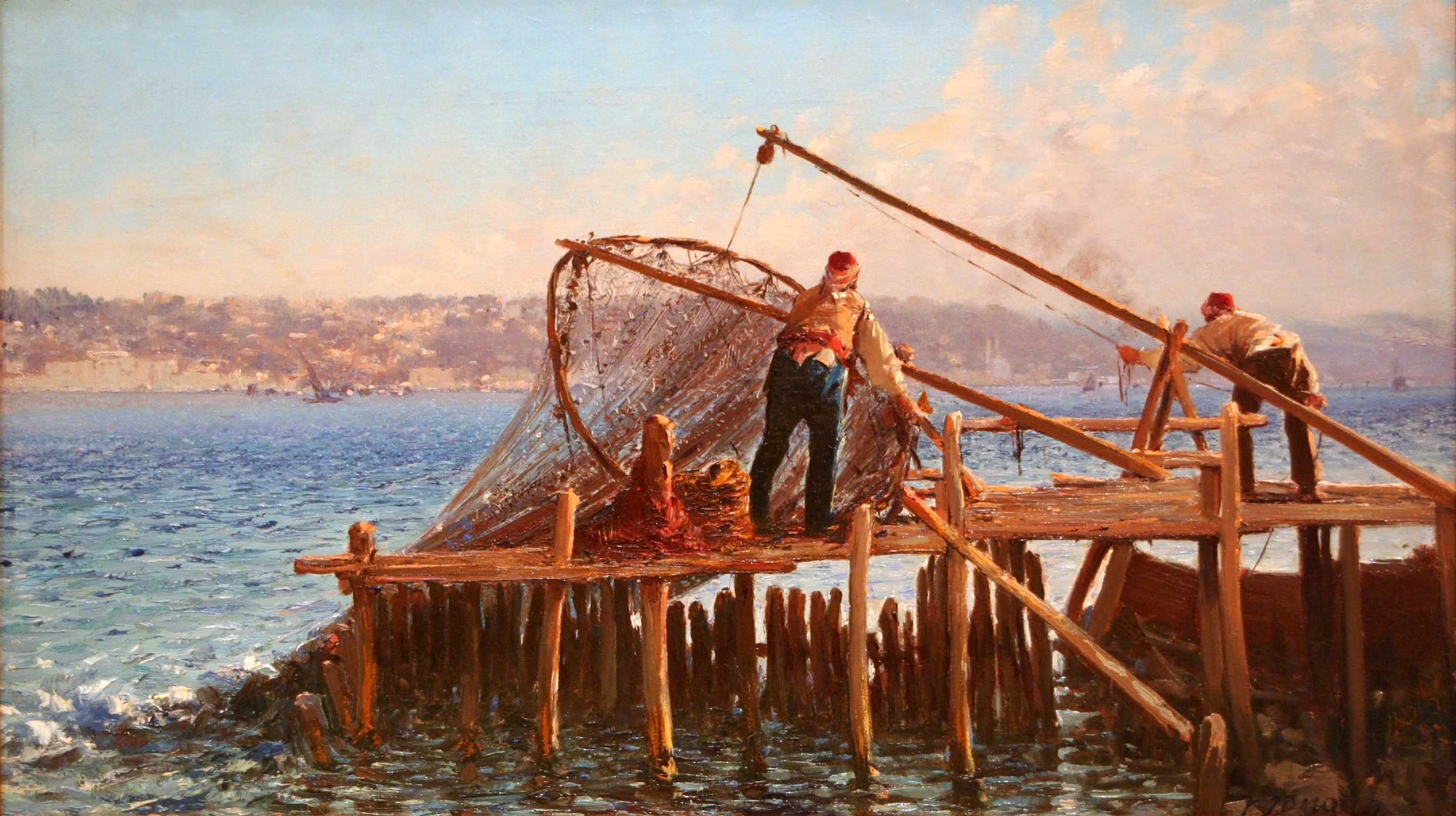
صيادون يجمعون صيدهم (1891 - 1910)
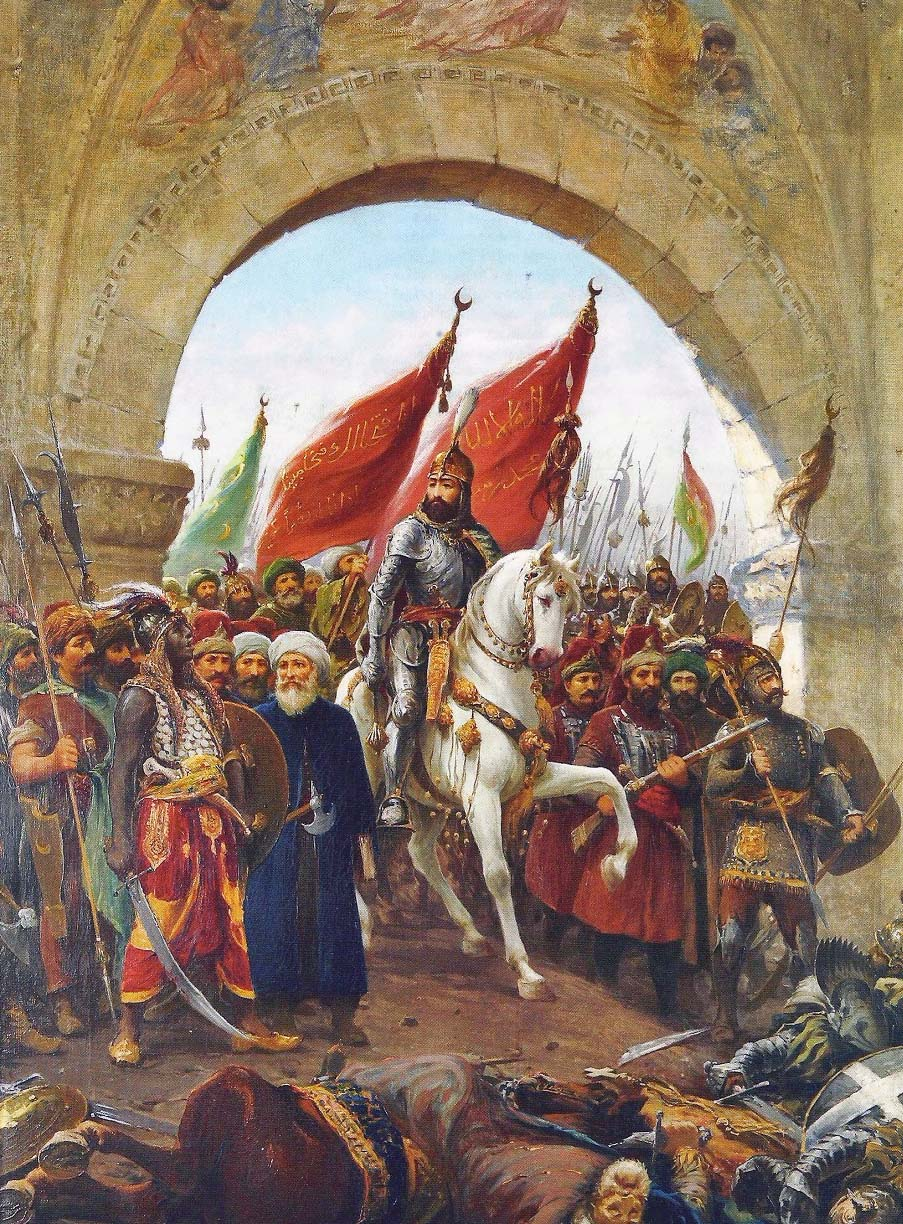
محمد الثاني يدخل القسطنطينية إظافة صورة

## وصلات خارجية
- Site containing numerous paintings by the artist which are accessed by clicking on the titles in blue on the right
- Three paintings by the artist at the Art Renewal Center
- Another painting by the artist at the Art Renewal Center